# Faîtage

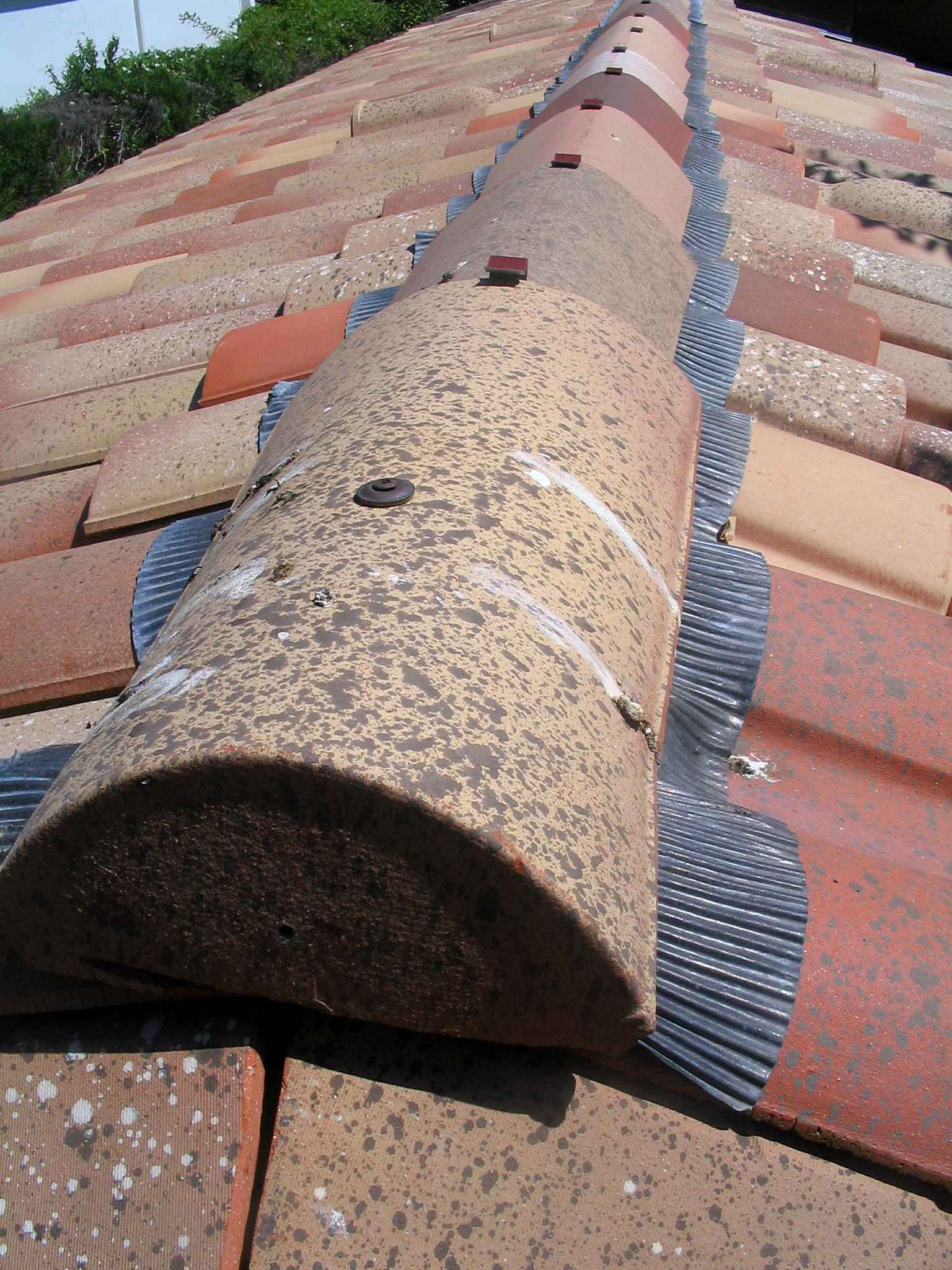
Faîtage ventilé en tuiles canal sur closoir souple.

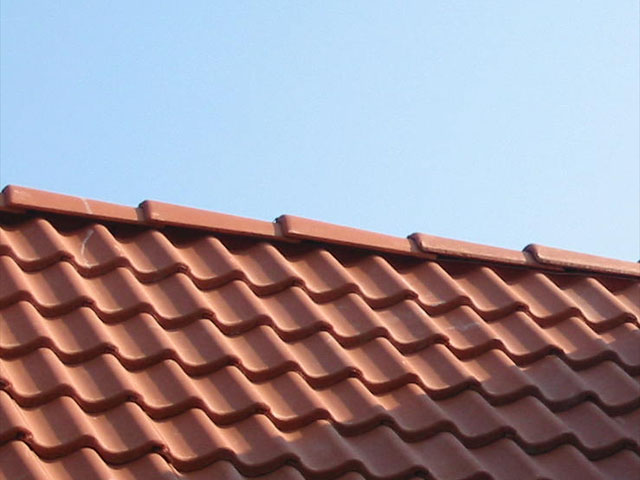
Faîtage ventilé en tuiles béton.

Le faîte (ou faite en nouvelle orthographe) est la ligne de rencontre haute de deux versants d'une toiture. Le faîtage (ou faitage en nouvelle orthographe) est l'ouvrage qui permet de joindre ces deux parties. Il doit assurer l'étanchéité de la couverture d'un bâtiment, ainsi que sa solidité.

## Types de faîtages
Selon le type de matériau utilisé, la réalisation du faîtage fait appel à diverses techniques :
- toiture en tuiles traditionnelles : on utilise des tuiles identiques, disposées à cheval au sommet des deux versants. Ces tuiles sont dites faîtières (« faitières » en nouvelle orthographe) bien qu'il s'agisse de tuiles strictement identiques aux autres tuiles utilisées. Toutefois, on utilise parfois en faîtage des tuiles de même forme mais de plus grandes dimensions. Les tuiles de faîtage sont traditionnellement bâties au mortier. La tendance actuelle est de disposer en chevauchement du vide de jonction des versants un dispositif d'étanchéité supplémentaire (closoir) qui garantit mieux l'étanchéité et comportant des orifices qui contribuent à la ventilation des combles. Les tuiles faîtières dissimulent ce dispositif pour préserver l'esthétique de la couverture ;
- toiture en tuiles industrielles : des tuiles faîtières spécifiques permettent d'assurer la jonction des deux pans de toit ;
- toiture en ardoises ou en plaques de zinc : on utilise généralement dans ce cas des bandes de zinc pliées en deux dans le sens de la longueur, posées à cheval sur les deux pans de toit à couvrir, (ou encore des tuiles faîtières pour les toitures en ardoise). On peut aussi faire se croiser les ardoises et sculpter les morceaux d'ardoise qui dépassent (lignolets) ;
- toitures en paille, en feuilles : une épaisseur supplémentaire est ajoutée au niveau du faîtage, et la souplesse naturelle du matériau permet souvent d'assurer l'étanchéité. Cependant, dans certains cas, pour éviter d'avoir à traiter une ligne de faîtage, les techniques de construction font appel à une couverture ronde pour n'avoir qu'un point critique, qui sert alors souvent de cheminée ;
- En Normandie et en Bretagne, le faîtage des toits de chaume est engazonné avec des dalles de gazon posées en appareil ou plantées de bulbes d'iris, de lys ou de joubarbe) sur un banc de terre argileuse — relativement imperméable — enrobant l'extrémité des tiges de roseau. Ces plantes renforcent l'étanchéité, tandis que leurs racines aident à fixer le matériau[2].

Dans les constructions traditionnelles en dur, on préfère réaliser des faîtages linéaires, en minimisant le nombre de points d'inflexion de la ligne faîtière. Ceci permet une mise en œuvre plus simple des matériaux et une bonne étanchéité. Les faîtages courbes peuvent cependant exister, au prix de l'utilisation de bandes de métal ou de matériaux composites avec une mise en forme appropriée.
Le faîtage est parfois décoré d'un ou plusieurs épis de faîtage.

## Galerie

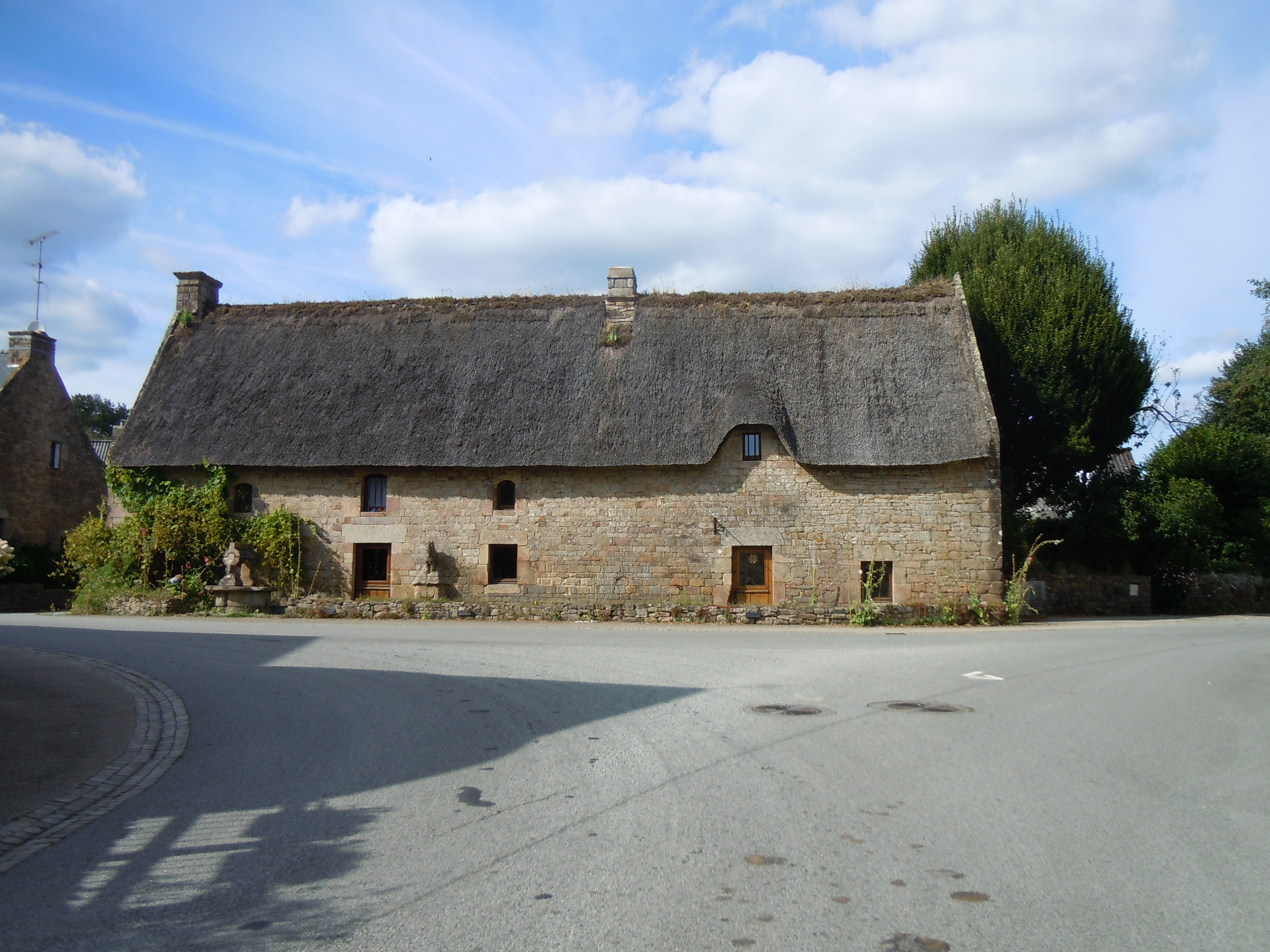
Faîtage végétalisé (Lanvaudan).
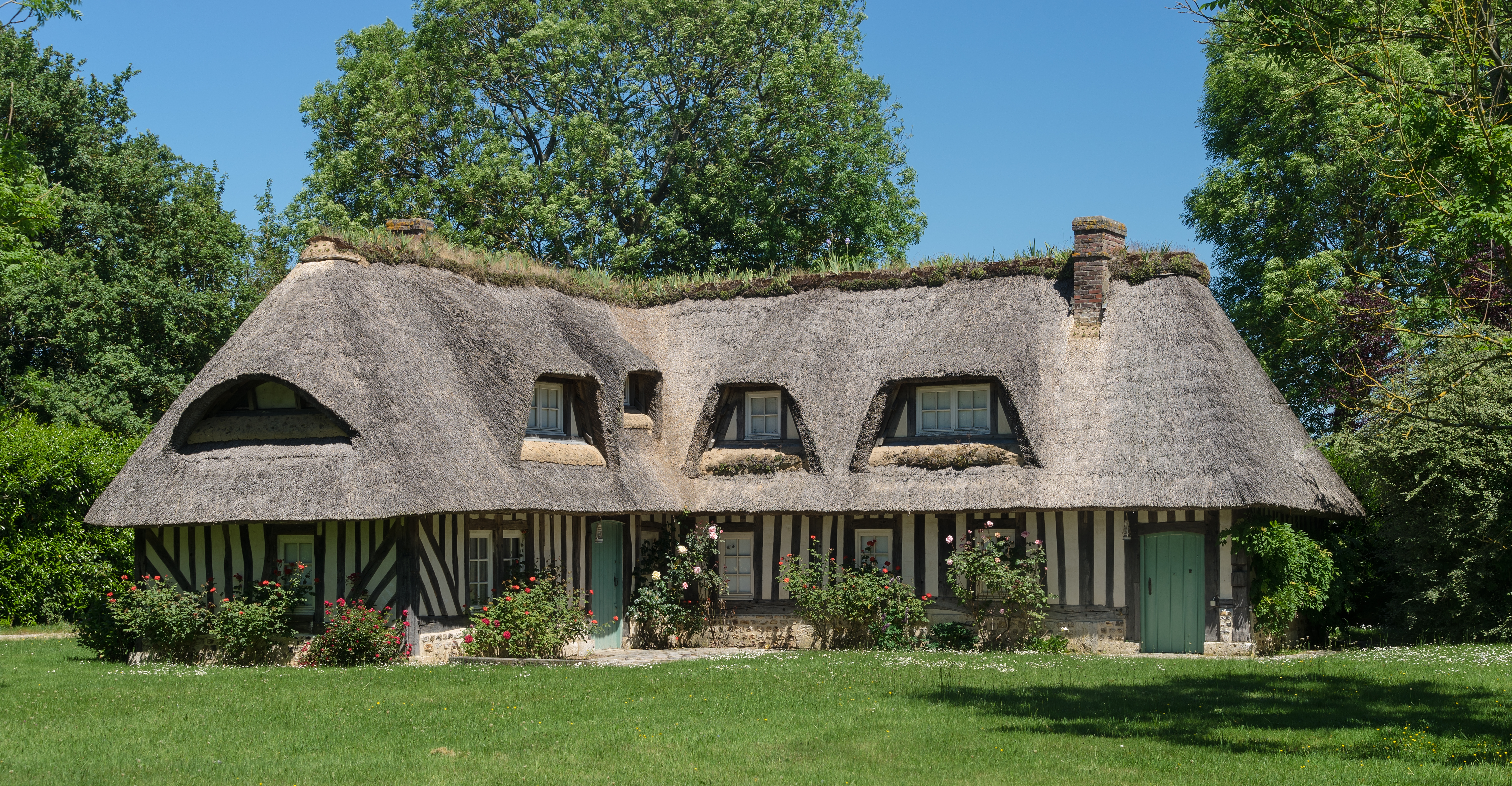
Iris sur un toit de chaume normand.
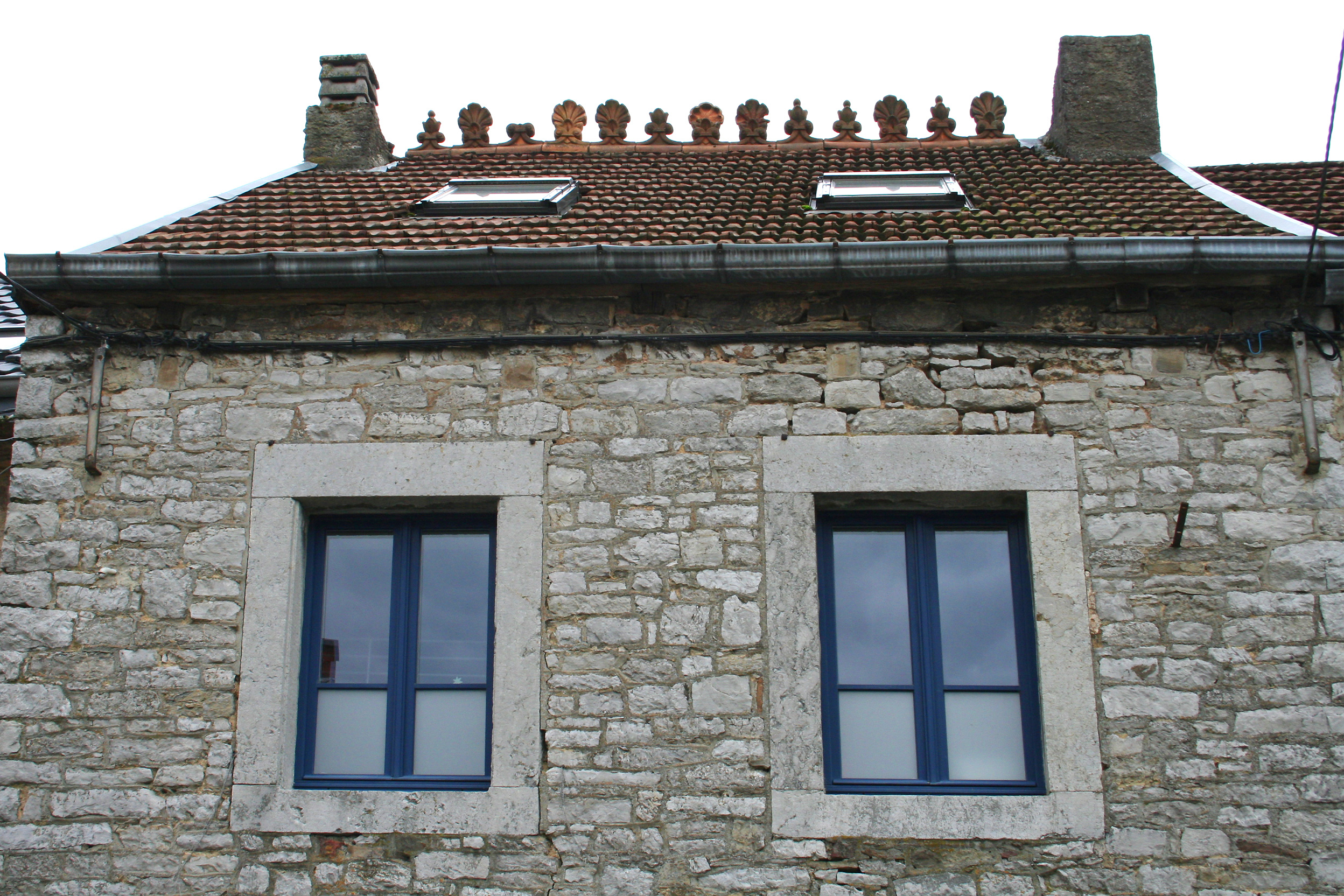
Tuiles faîtières décorées.
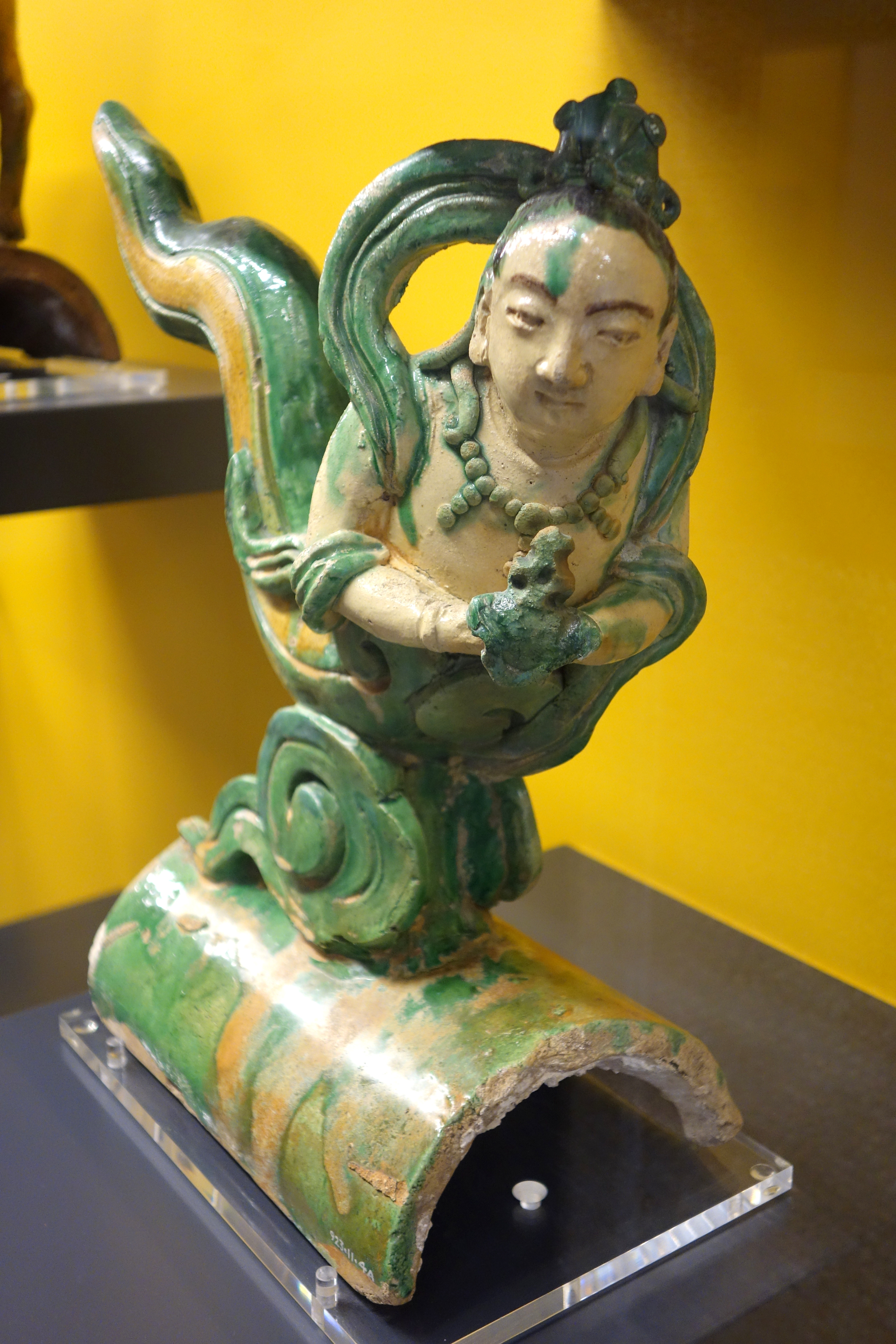
Tuile faîtière, dynasties Ming et Qing (Chine), XVIIe et XVIIIe siècles.